# Le Toubib, médecin du gang
Pour plus de détails, voir Fiche technique et Distribution.
Le Toubib, médecin du gang (sorti en Belgique en 1956, en France en 1959 sous le titre Le Toubib du gang) est un film policier belgo-français réalisé en 1955 par Ivan Govar.

## Fiche technique
- Titre original : Le Toubib, médecin du gang
- Réalisation : Ivan Govar
- Scénario : Marlène Gray et Herbert Schick
- Photographie : Claude Beaugé
- Montage : Marguerite Beaugé
- Musique : André Cazenabe
- Pays d'origine :  Belgique,  France
- Format : Noir et blanc - 35 mm - 1,37:1 - Mono
- Genre : policier
- Durée : 100 minutes
- Date de sortie : 
  - Belgique : 16 mars 1956
  - France : 12 août 1959

## Distribution
- Raoul de Manez : Louis Krantz
- Georges Randax : Jean Verly
- Anne-Marie Mersen : Sonia
- Roger Dutoit : l'inspecteur Martin, un policier coriace qui traque le toubib
- Jacques Prévôt : Willy Hermann
- Pierre Conte : Paul Hermann
- Ivan Govar : Pierre Minelli, un gangster
- Barbara : la strip-teaseuse